# Christmas Verhaeghe
Christmas Verhaeghe is een Belgisch bier. Het wordt gebrouwen door Brouwerij Verhaeghe te Vichte.
Christmas Verhaeghe is een goudblonde kerstbier van hoge gisting met een alcoholpercentage van 7,2%. Het wort heeft een densiteit van 17° Plato.